# Нью-Шерон (Мен)
Нью-Шерон (англ. New Sharon) — місто (англ. town) в США, в окрузі Франклін штату Мен. Населення — 1458 осіб (2020).

## Демографія
Згідно з переписом 2010 року, у місті мешкало 1407 осіб у 585 домогосподарствах у складі 405 родин. Було 700 помешкань
Расовий склад населення:
| - 97,4 % — білих - 0,9 % — корінних американців - 0,1 % — чорних або афроамериканців |

До двох чи більше рас належало 1,5 %. Частка іспаномовних становила 0,9 % від усіх жителів.
За віковим діапазоном населення розподілялося таким чином: 22,2 % — особи молодші 18 років, 63,2 % — особи у віці 18—64 років, 14,6 % — особи у віці 65 років та старші. Медіана віку мешканця становила 43,7 року. На 100 осіб жіночої статі у місті припадало 99,9 чоловіків;  на 100 жінок у віці від 18 років та старших — 99,3 чоловіків також старших 18 років.
Середній дохід на одне домашнє господарство  становив 61 400 доларів США (медіана — 52 273), а середній дохід на одну сім'ю — 73 147 доларів (медіана — 65 938). Медіана доходів становила 35 288 доларів для чоловіків та 26 958 доларів для жінок. За межею бідності перебувало 12,5 % осіб, у тому числі 17,7 % дітей у віці до 18 років та 6,2 % осіб у віці 65 років та старших.
Цивільне працевлаштоване населення становило 851 особа. Основні галузі зайнятості: освіта, охорона здоров'я та соціальна допомога — 23,5 %, роздрібна торгівля — 15,9 %, виробництво — 15,9 %.